# Mericodontins
Els mericodontins (Merycodontinae) són una subfamília extinta de mamífers artiodàctils de la família dels antilocàprids que visqueren a Nord-amèrica durant el Miocè. Se n'han trobat restes fòssils al Canadà, els Estats Units i Mèxic. Eren animals brostejadors i pasturadors. Les espècies d'aquest grup, parents directes de l'antílop americà d'avui en dia, estaven dotades de banyes permanents i ramoses que haurien recordat el banyam dels cérvols, tot i que les seves dents eren força diferents de les d'aquests últims.